# Cochliobolus tuberculatus
Cochliobolus tuberculatus är en svampart som beskrevs av Sivan. 1985. Cochliobolus tuberculatus ingår i släktet Cochliobolus och familjen Pleosporaceae.   Inga underarter finns listade i Catalogue of Life.